# Jorge Murillo
Jorge Mario Murillo Valdés es un nadador colombiano que compitió en los Juegos Olímpicos de 2016 en los eventos de 100 y 200 metros pecho. Ha sido medallista de los Juegos Suramericanos y de los Juegos Centroamericanos y del Caribe. 

## Juegos Olímpicos de Río 2016
Murillo clasificó a semifinales de los 100 metros pecho con un tiempo de 59.93, nuevo récord nacional de la distancia. Terminó en último lugar en su semifinal, marcando un tiempo de 1:00.81, posicionándose decimocuarto en la clasificación final y convirtiéndose en el sexto nadador colombiano después de Helmut Levy Quintero, Luis Eduardo González, Pablo Restrepo, Alejandro Bermúdez y Omar Pinzon  en llegar a esta instancia en los Juegos Olímpicos todos ellos obteniendo mejores ubicaciones en la general que Murillo. En la prueba de 200 metros pecho se posicionó vigésimo octavo en clasificación final con un tiempo de 2:18.81.

## Juegos Olímpicos de Tokio 2020
Murillo clasificó con la Marca B en las pruebas de 100m y 200m pecho a estas justas, siendo su segunda participación en unos Juegos Olímpicos.